# Пределла зі стигматами святого Франциска (Фоголіно)
Пределла зі стигматами святого Франциска (Фоголіно) — видовжена нижня частина вівтаря для церкви св. Франциска, котру створив венеційський художник Марчелло Фоголіно (1483-1558).

## Опис твору
Диво отримання стигматів святим Франциском Ассізьким хвилювало багатьох вірян та художника, як свідоцтво отримання божої благодаті. Тема стигматів розроблялась низкою художників впродовж століть, до якої звертались - Джотто, Джентіле да Фабріано, Кавалер д'Арпіно , Мікеланджело Буонарроті та інші.
Венеційський художник Марчелло Фоголіно отримав замовлення на вівтар для церкви св. Франциска в місті Віченца. Диво отримання стигматів популярним святим він перемістив на вузьку і видовжену стулку по-під вівтарем, де і подав цей сюжет.
У місті стулку визнали шедевром, позаяк молодий художник подав релігійну сцену на тлі з зображенням Віченци. Ліворуч від скелі й святого Франциска, що творить теплу молитву, подано (зліва направо) святу Клару, апостола Петра в жовтому плащі, апостола Павла та святого Бернардино. Суперечки виникають при спробах розпізнати ченця на колінах, що молиться поряд зі святим Франциском. Швидше за все, це — Вартоломій Браганца.
Пределла дивує широкою пейзажною панорамою, на тлі котрої відбувається подія. В зображенні розпізнали Кампо Марціо та кам'яний міст. Віченца відкривалась такою подорожнім з півдня з прямокутною дзвіницею, вибудованою поряд з базилікою. Споруда подана на кінець другого десятиліття 16 століття, тобто до прибудов ложій архітектором Андреа Палладіо.
У пейзаж за головними персонажами пределли додані також бенедиктинський монастир святого Фелікса, монастир Богородиці Монте Беріко (у передгір'ях Альп) і навіть руїни, що нагадують давньоримський театр Берга.